# فريزر (دراغون بول)
فريزر، يعرف أيضًا بـفُورِيزا (フリーザ) وفريزا (Freeza)، هو شخصية خيالية في مانغا وأنمي دراغون بول ظهر لأول مرة في الفصل #247 من المانغا بعنوان كوكب ناميك بارد ومُظلم (暗雲うずまくナメック星) ويُلقب بإمبراطور الشر لكثرة شره و هو الذي دمر كوكب فيجيتا الذي كان يعيش فيه غوكو ،و لديه جيش كبير من المقاتلين، و لقد شارك في بطولة الأكوان بدعوة من ملك الدمار وغوكو في جزء دراغون بول سوبر، كان له تأثير فعال في فوز الكون السابع ببطولة الأكوان وخروج جيرين (دراغون بول) وتحقيق أمنية أندرويد 17 (دراغون بول) برجوع الأكوان كما كانت. 